# Луций Росций Елиан Пакул
Вижте пояснителната страница за други личности с името Луций Росций Елиан.
Луций Росций Елиан Пакул (на латински: Lucius Roscius Aelianus Paculus) e политик и сенатор на Римската империя през 2 век.

## Биография
Пакул e патриций, вероятно произлиза от Лузитания. Той е син на Луций Росций Елиан (суфектконсул 157 г.).
Женен е за Вибия Салвия Вария и е баща на Луций Росций Елиан Пакул Салвий Юлиан (консул 223 г.) и Пакула.
През 170 г. Пакул e salius Palatinus. През 187 г. той е консул заедно с Луций Брутий Квинтий Криспин.